# Trzepaczka kuchenna

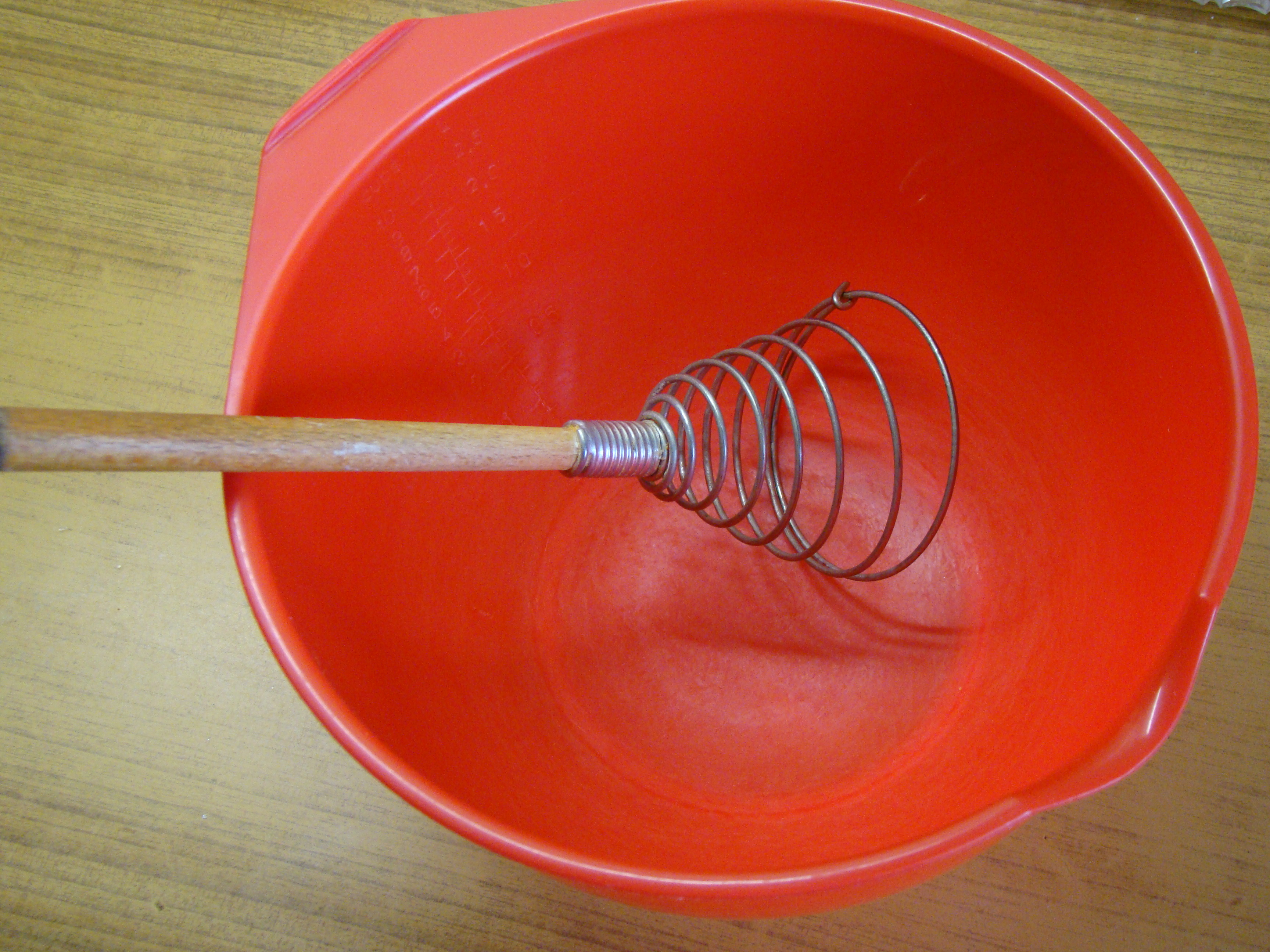
Trzepaczka sprężynowa

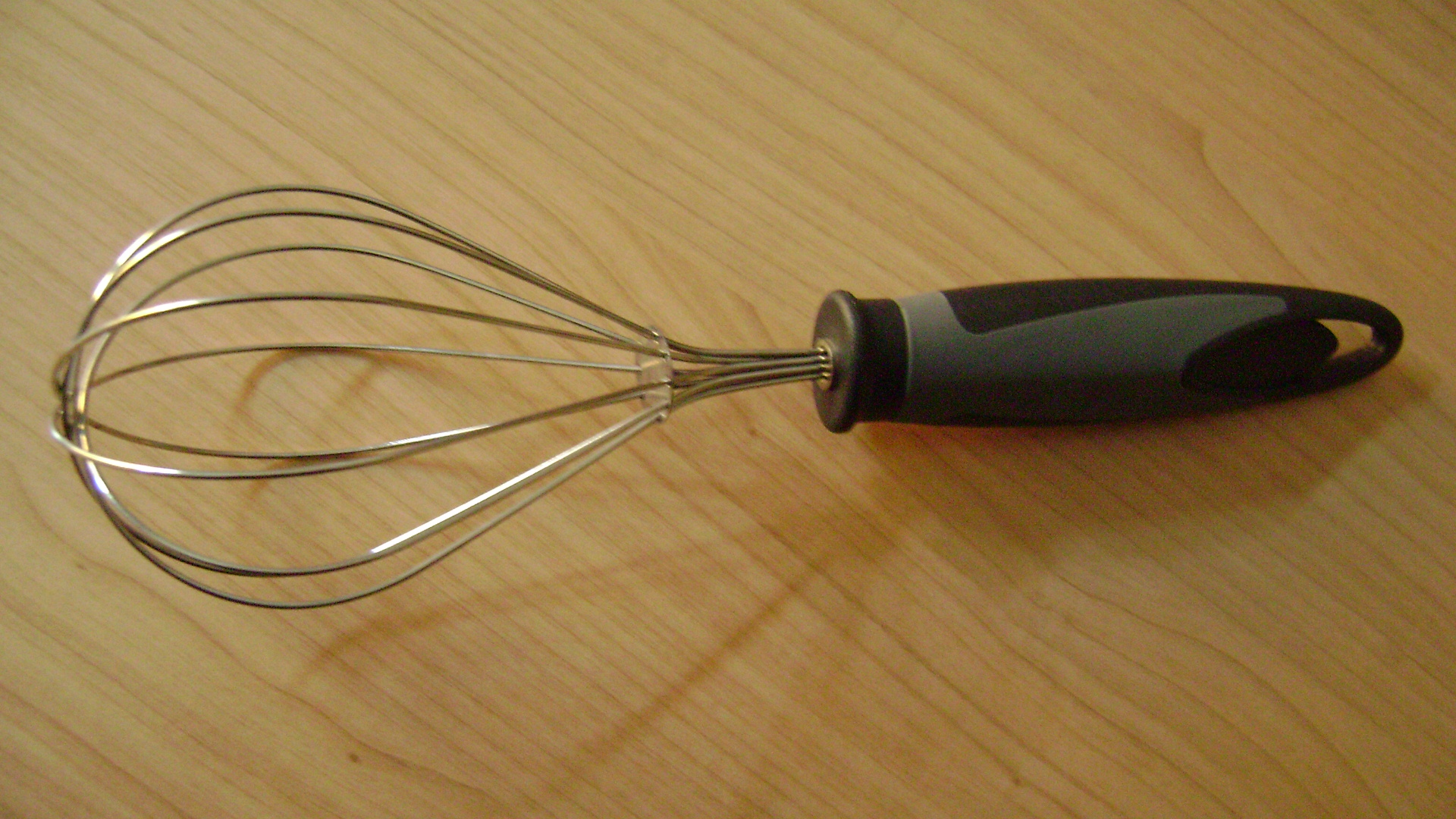
Trzepaczka druciana

Trzepaczka kuchenna (krócej: trzepaczka, także: ubijaczka) – narzędzie kuchenne, wykonane najczęściej ze stali nierdzewnej, służące do ubijania płynnych lub półpłynnych mas w procesie przygotowywania dań.

## Budowa
Trzepaczki mogą mieć postać spirali lub kosza, zakończonego trzonkiem drewnianym lub metalowym. W zależności od pełnionej funkcji dzielą się na:
- ubijaczki do sosów,
- ubijaczki do białek jaj i gęstych zawiesin,
- ubijaczki do rozbijania mąki lub śmietany w sosach i zupach,
- specjalistyczne ubijaczki cukiernicze do wyrabiania tzw. anielskich włosów z cukru.

## Zastosowanie
Pianę uzyskaną dzięki kilkuminutowemu ubijaniu białka trzepaczką można wykorzystać do zrobienia m.in.: bezów, biszkopta lub puszystych naleśników. Podstawowa zasada, której należy się trzymać, jeśli chce się uzyskać pożądany produkt, jest następująca: pianę powinno się ubijać tak długo, by po obróceniu naczynia do góry nogami, pozostała ona na swoim miejscu.
Stosuje się też tzw. trzepaczki elektryczne.